# 石田健大
石田 健大（いしだ けんた、1993年3月1日 - ）は、広島県広島市南区出身のプロ野球選手（投手）。左投左打。横浜DeNAベイスターズ所属。

## 経歴

### プロ入り前
小学校の在学中からソフトボール、広島市立仁保中学校の在学中から硬式野球を始めた。広島工業高校への進学後は1年時からベンチ入りし、3年春の広島県大会2回戦でノーヒットノーランを達成した。その直後に左肩を故障したため、プロ野球志望届の提出を見送り、法政大学へ進学した。
法政大学では、1年時の秋から東京六大学野球のリーグ戦に登板。2年夏には大学3年生以下の野球日本代表候補に選出された。東京ヤクルトスワローズとの強化試合では先発投手として起用され、3回を無失点に抑えている。2年秋に3勝を挙げてチームのリーグ優勝に貢献し、その後に進出した第43回明治神宮野球大会では、救援投手としてチームを15年ぶりの決勝進出に導いた。3年春には慶應義塾大学とのリーグ戦で15奪三振と完封勝利を記録。3年の夏には、第39回日米大学野球選手権大会日本代表の一員として救援で2試合に登板した。4年から左肩の故障が悪化し、この年は1勝6敗、防御率4.12に終わった。リーグ戦通算では45試合の登板で19勝（8完投3完封）16敗、防御率2.85という成績を残した。
2014年のドラフト会議で、横浜DeNAベイスターズから2位指名を受け、11月11日に契約金7500万円、年俸1200万円（金額は推定）という条件で入団した。背番号は14。

### DeNA時代
2015年は、左肩痛の影響で開幕に出遅れたものの、7月14日の対読売ジャイアンツ戦（横浜スタジアム）に先発投手として一軍デビュー。8月6日の対中日ドラゴンズ戦（ナゴヤドーム）に8回1失点9奪三振という内容で一軍初勝利を記録すると、8月20日の対東京ヤクルトスワローズ戦（横浜スタジアム）で2勝目を挙げた。一軍公式戦全体では、防御率2.89を記録したが、2勝6敗に終わった。
2016年は、公式戦の開幕から一軍の先発ローテーションに定着。5月には先発登板で4戦全勝、26イニング連続無失点（通算27イニングで1失点）という好成績を残し、セントラル・リーグ投手部門の月間MVPに選ばれた。オールスターゲームにも同リーグの監督推薦選手として初出場し、本拠地・横浜スタジアムで開催の第2戦（7月17日）で先発投手として初登板を果たすと、2回無失点（被安打1、奪三振3）と好投した。レギュラーシーズン通算では公式戦25試合に登板し、チームトップの153投球回数を記録。チームの左腕投手ではトップの9勝（4敗）、防御率3.12という成績を残し、チーム史上初のクライマックスシリーズ（CS）進出へ貢献した。CSでは10月10日、チームの1勝1敗で迎えた読売ジャイアンツとのファーストステージ第3戦（東京ドーム）で先発を任されたが、同点の6回表一死で降板。チームは降板後に勝ち越したことによって、試合に勝利するとともにファイナルステージへの進出を決めた。広島東洋カープとのファイナルステージでは、チームが第4戦で敗退し登板の機会がなかった。シーズン終了後には、11月に催された「侍ジャパン 野球オランダ代表・メキシコ代表 強化試合」で、野球日本代表へ初選出された。11月13日に迎えたオランダ代表との第2戦に先発投手として代表デビューを果たすも、3回を投げて4失点を喫した。オフに、3000万円増となる推定年俸4800万円で契約を更改した。
2017年は、チームメイトの山﨑康晃と共に、ワールド・ベースボール・クラシック日本代表の予備登録メンバーへ選出されたが、本大会への出場は見送られた。春季キャンプ前の1月9日には、一軍監督のアレックス・ラミレスからレギュラーシーズンの開幕投手へ初めて指名。3月31日に東京ヤクルトスワローズとの開幕戦（明治神宮野球場）で先発したが、6回3失点ながら8安打を打たれ、黒星を喫した。4月22日の対中日ドラゴンズ戦（横浜スタジアム）では、打者としてチームの得点につながる安打を2本打つなど、投打にわたる活躍で初勝利を挙げた。しかし、この試合の後から「野球人生で初めて」という左肘の違和感を訴えたため、4月26日からセ・パ交流戦終盤の6月中旬まで戦線を離脱した。9月23日の対中日ドラゴンズ戦（ナゴヤドーム）では、3つの四球で走者を出しながらも、6回裏の終了まで95球を投げて無安打無得点。9回完投によるノーヒットノーラン達成の可能性もあったが、CSへの進出に向けて読売ジャイアンツと一進一退の争いを展開していた当時のチーム事情を背景に、12点リードの7回表二死満塁で迎えた打席で代打を出されて降板した。レギュラーシーズンでは、一軍公式戦18試合の登板で6勝6敗を記録。チームの2年連続レギュラーシーズン3位で臨んだポストシーズンでは、広島とのCSファイナルステージ（MAZDA Zoom-Zoomスタジアム広島）で、第1戦（10月18日）と第5戦（10月23日）の先発を任された。第1戦では4回裏終了まで広島打線を無安打に抑えながら、0-0で迎えた5回裏に二死満塁から3点を失うと、その裏終了後の降雨コールドゲーム宣告によってCS初黒星。第5戦では、1回裏に2点を失うと、2回裏に三嶋一輝への交代を命じられた。その後チームは勝利し、19年ぶりの日本シリーズ進出を決めた。福岡ソフトバンクホークスとの日本シリーズでは、11月1日の第4戦（横浜スタジアム）に先発したが、4点を失い、5回表の途中で降板。降板後にチームが逆転勝利を収めたため、勝敗は付かなかった。
2018年は、前年に続いて東京ヤクルトスワローズとの開幕戦（横浜スタジアム）で先発を任されたが、味方の失策もあり5回5失点（自責点2）という内容で2年連続の黒星スタート。その後も調子が安定せず、6月までに先発で11試合に登板し、1勝5敗、防御率4.75と振るわなかった。しかし、「優勝するために絶対に必要」というラミレスからの評価を背景に、7月から中継ぎへ転向。一軍公式戦全体では23試合の登板（15試合の先発）で3勝7敗、防御率4.97という成績にとどまったが、中継ぎへの転向後は、ショートリリーフ中心の起用ながら2勝1敗と巻き返した。シーズン終了後に、一般女性と結婚した。
2019年は、選手会長に就任し、春季キャンプから先発要員として調整。オープン戦でも2試合に登板したが、後に左肘を故障したため、レギュラーシーズンの開幕に出遅れた。一軍の救援陣が開幕から振るわなかったことを背景に、左肘の故障が癒えた4月からは、中継ぎ要員としての調整を再開。5月1日に一軍へ戻ってからも、前半戦では中継ぎで登板を重ねた。後半戦から先発要員に復帰すると、復帰後初めて登板した7月20日の対中日戦（横浜）で、およそ1年ぶりの先発勝利を記録。同月27日にナゴヤドームで催された同カードにも先発すると、松坂大輔から2打席連続の適時打で4打点を挙げ、5回を無失点に抑える好投で2勝目を挙げた。NPBの一軍公式戦で日本人の投手が先発登板試合で4打点を挙げた事例は、2010年に埼玉西武ライオンズの涌井秀章が横浜スタジアムのセ・パ交流戦でDeNAの前身・横浜ベイスターズ（いずれも当時）を相手に記録して以来9年ぶりであった。
2020年は、この年は中継ぎをこなし、8月21日の対中日ドラゴンズ戦（ナゴヤドーム）で自責点を喫するまで21試合連続で自責点0の投球を見せた。シーズン成績は自身最多となる50試合に登板し1勝4敗、防御率2.53で終えた。また26ホールドポイントはリーグ5位、チームトップだった。
2021年も、前年同様セットアッパーの役割を期待されたものの、開幕から4試合連続で失点を喫した。その後はビハインドの場面を中心に任されたが、31試合で防御率5.51と復調することなく6月21日に二軍へ降格した。後半戦は先発に再配置転換され、9月30日の対ヤクルト戦(横浜スタジアム)で約2年ぶりの先発登板を果たすも、4回に西浦直亨から3点本塁打を打たれ、4回3失点で敗戦投手となった。以降一軍の登板がないままシーズンを終え、11月18日の契約更改では2050万円減の推定年俸6490万円でサインした。
2022年は、春季キャンプから先発に回り開幕ローテーション入り。3月30日の対中日ドラゴンズ戦（バンテリンドーム）で初先発すると7回2失点に抑え、956日ぶりの先発勝利を挙げた。順調なスタートを切ったが、4月7日にチーム内で新型コロナウィルスの感染が広まり、濃厚接触者として登録抹消。その後、4月16日に石田も陽性判定を受け戦線離脱となった。療養と調整を経て、6月5日の対東北楽天ゴールデンイーグルス戦（横浜スタジアム）で先発し一軍復帰。9月29日の対中日ドラゴンズ戦（横浜スタジアム）で、7回2安打1失点の好投を見せ、2016年以来の7勝目を挙げた。先発再転向1年目は15試合の登板でチーム3位の7勝を記録し、2位躍進に貢献。この年は阪神戦に強く3勝を挙げており、チーム9年ぶりの阪神戦勝ち越しにも貢献した。契約更改交渉では球団は3年契約を提示したが、石田は単年契約を選択し、290万円ダウンの6200万円で契約を更改した。
2023年は、今永昇太が同年のワールド・ベースボール・クラシック後のコンディション調整のため開幕二軍スタート、大貫晋一が右肩の肉離れで離脱したこともあり、5年ぶり3度目の開幕投手に選ばれるも、阪神タイガースに対し4回4失点で敗戦投手に。その後4月9日の中日ドラゴンズ戦（横浜スタジアム）で6回無失点、4月18日の読売ジャイアンツ戦（長崎県営野球場）ではルーキーイヤー以来となる8回を投げ無失点と2連勝も、その後は味方の援護を得られない時期が続き、7月13日の阪神タイガース戦（阪神甲子園球場）でようやく3勝目を挙げた。交流戦以降は5回で降板となる試合が増え、最終的に23試合の登板で防御率3.97、自己ワーストの9敗（4勝）を喫した。
シーズン終了後、11月14日に国内フリーエージェント権を行使した。東京ヤクルトスワローズからオファーを受け、同月29日に交渉するも、熟考の末12月20日に総額4億円規模の4年契約を結んで残留することを発表。「この世界で自分がどんな評価をされているかが知りたかった。他球団からありがたい言葉ももらったが、どこのユニフォームで優勝したいか考えたときに、DeNAのユニフォームで優勝したい、優勝しないといけないという気持ちが強かった」と決断の理由を述べた。
2024年はローテーションを外れ開幕を二軍で迎える。二軍で結果を残し、5月1日の中日戦にて同年一軍初先発すると、7回1失点で勝利を挙げ、以降はローテーションに加わった。6月6日のオリックス・バファローズ戦での先発登板では、登板前から異変を感じながらも初回を13球で三者凡退に抑える。石田は次の回にも備えてベンチ前での投球練習を始めていたが、最速136km/h止まりと出力の弱さを感じた監督の三浦大輔に状態を確認され、左肩に違和感があることを伝え、このイニングのみで緊急降板となった。翌6月7日に左肩の肉離れと診断され、一軍登録を抹消された。リハビリ期間を経て、9月28日のイースタン・リーグの千葉ロッテマリーンズ戦で復帰登板を果たし、1イニングを投げて無失点に抑えた。レギュラーシーズン中に一軍復帰登板まではならなかったものの、日本シリーズの出場40人枠に入ったが、登板は無かった。

## 選手としての特徴・人物
大学時代に最速150km/hを計測した左腕。スライダー、チェンジアップ、カーブなどの変化球を持つ。2016年からフォークボールを使用し始めた。プロ入りしてからは「大事なのはバッターが考えている以上のボールを投げること。そういう観点から追求すべきは球速よりも球威ですし、どれだけベースの上でボールを動かせるか鍵になる」と考えるようになったことを述べている。また、2016年シーズンにおける「ゴロ/フライ比率」が「0.70」（規定投球回数到達者の中では、リーグで最もフライ型打球の比重が大きかった）であり、いわゆるフライボールピッチャーである。
DeNAへの入団2年目（2016年）に一軍監督へ就任したラミレスは石田を先発に立てた同年の公式戦で、投球数が85 - 100球前後へ達するまでに石田を交代させる方針を取った。「若い投手は（1試合あたりの投球数を）ある程度制限することが将来につながる」との持論によるもので、石田が先発でどれだけ好投していても8回のマウンドに送り込まなかった。2016年シーズンにおいて、石田はチーム内の左腕投手でただ1人シーズンを通じて一軍の先発陣へ定着した。ラミレス監督から「シーズンを通じてチームで一番安定している投手」という評価を受けるほどの好成績を残したほか、2017年に開幕投手へ指名した際には、石田が一軍投手陣のエースであることを明言した。石田によれば、自身と同じ左腕投手の今永昇太や石田より年上の捕手・戸柱恭孝が2016年に入団したことが大きなプラス（支え）になったという。また、2018年からは、自身や今永、濱口遥大といった先発の調子が安定しないこともあり、彼らと中継ぎを任されることもある。

## 詳細情報

### 年度別投手成績
| 年 度      | 球 団      | 登 板 | 先 発 | 完 投 | 完 封 | 無 四 球 | 勝 利 | 敗 戦 | セ 丨 ブ | ホ 丨 ル ド | 勝 率 | 打 者 | 投 球 回 | 被 安 打 | 被 本 塁 打 | 与 四 球 | 敬 遠 | 与 死 球 | 奪 三 振 | 暴 投 | ボ 丨 ク | 失 点 | 自 責 点 | 防 御 率 | W H I P |
| ---------- | ---------- | ----- | ----- | ----- | ----- | -------- | ----- | ----- | -------- | ----------- | ----- | ----- | -------- | -------- | ----------- | -------- | ----- | -------- | -------- | ----- | -------- | ----- | -------- | -------- | ------- |
| 2015       | DeNA       | 12    | 11    | 0     | 0     | 0        | 2     | 6     | 0        | 0           | .250  | 300   | 71.2     | 67       | 6           | 26       | 0     | 1        | 58       | 3     | 0        | 23    | 23       | 2.89     | 1.30    |
| 2016       | DeNA       | 25    | 25    | 0     | 0     | 0        | 9     | 4     | 0        | 0           | .692  | 608   | 153.0    | 128      | 21          | 36       | 1     | 1        | 132      | 5     | 1        | 53    | 53       | 3.12     | 1.07    |
| 2017       | DeNA       | 18    | 18    | 0     | 0     | 0        | 6     | 6     | 0        | 0           | .500  | 436   | 106.0    | 90       | 10          | 34       | 0     | 0        | 103      | 6     | 0        | 43    | 40       | 3.40     | 1.17    |
| 2018       | DeNA       | 23    | 15    | 0     | 0     | 0        | 3     | 7     | 0        | 0           | .300  | 408   | 92.1     | 95       | 16          | 34       | 4     | 5        | 87       | 2     | 0        | 62    | 51       | 4.97     | 1.40    |
| 2019       | DeNA       | 40    | 7     | 0     | 0     | 0        | 4     | 1     | 0        | 10          | .800  | 285   | 71.1     | 59       | 7           | 21       | 4     | 0        | 78       | 2     | 0        | 19    | 17       | 2.14     | 1.12    |
| 2020       | DeNA       | 50    | 0     | 0     | 0     | 0        | 1     | 4     | 0        | 25          | .200  | 176   | 42.2     | 32       | 1           | 14       | 5     | 1        | 46       | 3     | 0        | 15    | 12       | 2.53     | 1.08    |
| 2021       | DeNA       | 33    | 1     | 0     | 0     | 0        | 1     | 2     | 0        | 2           | .333  | 168   | 37.2     | 44       | 4           | 18       | 1     | 2        | 39       | 1     | 0        | 24    | 24       | 5.73     | 1.65    |
| 2022       | DeNA       | 15    | 15    | 0     | 0     | 0        | 7     | 4     | 0        | 0           | .636  | 337   | 82.1     | 67       | 8           | 26       | 3     | 1        | 68       | 3     | 0        | 30    | 27       | 2.95     | 1.13    |
| 2023       | DeNA       | 23    | 23    | 0     | 0     | 0        | 4     | 9     | 0        | 0           | .308  | 500   | 118.0    | 127      | 12          | 30       | 1     | 5        | 99       | 3     | 0        | 56    | 52       | 3.97     | 1.33    |
| 2024       | DeNA       | 6     | 6     | 0     | 0     | 0        | 2     | 3     | 0        | 0           | .400  | 126   | 32.0     | 28       | 5           | 6        | 0     | 0        | 24       | 0     | 0        | 13    | 12       | 3.38     | 1.06    |
| 通算：10年 | 通算：10年 | 245   | 121   | 0     | 0     | 0        | 39    | 46    | 0        | 37          | .459  | 3344  | 807.0    | 737      | 90          | 245      | 19    | 16       | 734      | 28    | 1        | 338   | 311      | 3.47     | 1.22    |

- 2024年度シーズン終了時

### 年度別守備成績
| 年 度 | 球 団 | 投手  | 投手  | 投手  | 投手  | 投手  | 投手     |
| 年 度 | 球 団 | 試 合 | 刺 殺 | 補 殺 | 失 策 | 併 殺 | 守 備 率 |
| ----- | ----- | ----- | ----- | ----- | ----- | ----- | -------- |
| 2015  | DeNA  | 12    | 1     | 7     | 0     | 0     | 1.000    |
| 2016  | DeNA  | 25    | 11    | 27    | 0     | 3     | 1.000    |
| 2017  | DeNA  | 18    | 4     | 13    | 1     | 2     | .944     |
| 2018  | DeNA  | 23    | 4     | 17    | 0     | 2     | 1.000    |
| 2019  | DeNA  | 40    | 3     | 12    | 1     | 2     | .938     |
| 2020  | DeNA  | 50    | 0     | 9     | 0     | 0     | 1.000    |
| 2021  | DeNA  | 33    | 4     | 11    | 0     | 0     | 1.000    |
| 2022  | DeNA  | 15    | 5     | 18    | 1     | 0     | .958     |
| 2023  | DeNA  | 23    | 6     | 19    | 1     | 0     | .962     |
| 2024  | DeNA  | 6     | 3     | 5     | 0     | 0     | 1.000    |
| 通算  | 通算  | 245   | 41    | 138   | 4     | 9     | .978     |

- 2024年度シーズン終了時

### 表彰
- 月間MVP：1回（投手部門：2016年5月）

### 記録
初記録
投手記録
- 初登板・初先発登板：2015年7月14日、対読売ジャイアンツ12回戦（横浜スタジアム）、4回3失点で勝敗つかず
- 初奪三振：2015年7月22日、対東京ヤクルトスワローズ18回戦（横浜スタジアム）、1回表に川端慎吾から空振り三振
- 初勝利・初先発勝利：2015年8月6日、対中日ドラゴンズ16回戦（ナゴヤドーム）、8回1失点9奪三振
- 初ホールド：2019年5月3日、対阪神タイガース7回戦（阪神甲子園球場）、7回裏に3番手で救援登板、1回無失点

打撃記録
- 初打席：2015年7月14日、対読売ジャイアンツ12回戦（横浜スタジアム）、2回裏に杉内俊哉から左飛
- 初安打：2015年8月27日、対中日ドラゴンズ20回戦（横浜スタジアム）、3回裏に大野雄大から三塁内野安打
- 初打点：2016年4月26日、対中日ドラゴンズ4回戦（横浜スタジアム）、4回裏にジョーダン・ノルベルトから投手適時内野安打

その他記録
- 1イニング4奪三振：2016年7月29日、対広島東洋カープ15回戦（MAZDA Zoom-Zoom スタジアム広島）、7回裏にエクトル・ルナ・新井貴浩（振り逃げ）・下水流昂・磯村嘉孝から ※史上20人目、セ・リーグ12人目（他球場で阪神タイガースの藤浪晋太郎も対中日ドラゴンズ16回戦〈阪神甲子園球場〉の7回表に記録しており、同日に2人が記録したは史上初）
- オールスターゲーム出場：1回（2016年）
- 開幕投手：3回（2017年、2018年、2023年）

### 背番号
- 14（2015年 - ）

### 代表歴
- 2013年日米大学野球選手権大会日本代表

### 登場曲
- 「アポロ」ポルノグラフィティ（2016年、2018、2023年）
- 「みんながみんな英雄」AI（2017年）
- 「We Are Young ft. Janelle Monáe」FUN.（2019年 - ）